# Dârvari (okręg Mehedinți)
Dârvari – wieś w Rumunii, w okręgu Mehedinți, w gminie Dârvari. W 2011 roku liczyła 1395 mieszkańców.